# Gubanpo (metropolitana di Seul)
Gubanpo (구반포역 - 舊盤浦驛, Gubanpo-yeok ) è una stazione della metropolitana di Seul servita dalla linea 9 della metropolitana di Seul e si trova nel quartiere di Seocho-gu, a Seul.

## Linee
Metro 9
● Linea 9 (Codice: 919)

## Struttura
La stazione, realizzata sottoterra, è costituita da due banchine laterali protette da porte di banchina. Sono presenti due aree tornelli, a est e ovest, e 5 uscite in totale.
| Direzione Gaehwa       | ● Linea 9 | per Dongjak, Noryangjin, Yeouido, Dangsan, Gimpo Aeroporto e Gaehwa |
| Direzione Sin-Nonhyeon | ● Linea 9 | per Autostazione Extraurbana e Sin-Nonhyeon                         |

## Stazioni adiacenti
| «        | Servizio        | »        |
| Linea 9  | Linea 9         | Linea 9  |
| -------- | --------------- | -------- |
| Dongjak  | Locale (일반)   | Sinbanpo |
| Transito | Espresso (급행) | Transito |